# Dunira pulchra
Dunira pulchra là một loài bướm đêm trong họ Erebidae.